# Кореноплод
Основната метаморфоза на корена е кореноплодът. Той осигурява голямо количество резервен паренхим, в който се натрупват хранителни вещества. При повечето растения във формирането на кореноплода участва и част от стъблото (хипокутикула). Локализацията на резервния паренхим в кореноплода е различна при различните растения – при моркова е в кората, а при ряпата е в централния цилиндър.